# Drahkov
Drahkov (deutsch Drachkau) ist eine Gemeinde mit 127 Einwohnern in Tschechien. Sie liegt sechs Kilometer südwestlich von Blovice und gehört zum Okres Plzeň-jih. Die Katasterfläche beträgt 440 ha.

## Geographie
Der Ort befindet sich in 440 m ü. M. im Tal des Podhrázský potok. Durch Drahkov führt die Staatsstraße 117 von Blovice nach Klatovy. Südwestlich liegt der Teich Pozorka.
Nachbarorte sind Únětice und Chocenický Újezd im Norden, Chocenická Lhota, Kotousov und Chocenice im Osten, Bzí, Dubiny und Letiny im Süden sowie Libákovice im Westen.

## Geschichte
Die erste urkundliche Erwähnung von Drahkov erfolgte im Jahre 1379. 1415 lässt sich die Feste Drahkov erstmals nachweisen, die wahrscheinlich um 1400 errichtet und 1581 erneuert wurde. Teile des Dorfes gehörten vor 1581 zur Grundherrschaft Řenče. Nach dem Verkauf an Jáchym Loubský z Lub im Jahre 1615 vereinigte dieser den Besitz mit Řenče und Dolní Lukavice. 1620 wurde Martin Wiedersperger von Wiedersperg Herr über Drahkov. Dieser wurde 1623 wegen seiner Beteiligung am Ständeaufstand mit dem Verfall der Herrschaft Drahkov und Verlust seines halben Vermögens bestraft.
Während des Dreißigjährigen Krieges erfolgen mehrere Besitzerwechsel. Der kaiserliche Oberst Philipp Kratz von Scharfenstein wurde als Überläufer hingerichtet und Drahkov fiel an Albrecht von Waldstein, der seinen neuen Besitz wohl nie gesehen hat. Ihm folgte Lorenzo Maderle von Mansperk. 1650 wurde die Herrschaft mit Prádlo und ab 1681 mit Chocenice vereint. Zu dieser Zeit lag die alte Feste Drahkov wahrscheinlich schon wüst.
Nach der Ablösung der Patrimonialherrschaften wurde Drahkov 1850 eine selbstständige Gemeinde.

## Gemeindegliederung
Für Drahkov sind keine Ortsteile ausgewiesen. Zur Gemeinde gehören die Weiler und Einschichten Dubiny und Na Samotě.

## Sehenswürdigkeiten
- Nordwestlich des Ortes befindet sich im Wald der Felsgrat Čertovo břemeno.